# Claire Du Brey
Claire Du Brey, nata Clara Violet Dubreyvich (Bonners Ferry, 31 agosto 1892 – Los Angeles, 1º agosto 1993), è stata un'attrice statunitense che apparve in oltre duecento film tra il 1916 e il 1959. Il suo nome veniva talvolta reso come Claire Du Bray o come Claire Dubrey.

## Biografia
Claire Du Brey nacque nell'Idaho, a Bonner's Ferry, da padre croato (che aveva anglicizzato il proprio nome in Matthew Dubrey) e da Lilly Henry, di origini irlandesi. I suoi genitori si erano sposati il 9 novembre 1891 a Pocatello. Cresciuta nella religione cattolica, studiò in convento.

## Filmografia
- Civilization, regia di Reginald Barker, Thomas H. Ince e Raymond B. West (1916)
- Fiore della Scozia (Peggy), regia di Charles Giblyn, Thomas H. Ince (1916)
- The Piper's Price, regia di Joseph De Grasse (1917)
- The Honeymoon Surprise, regia di Leslie T. Peacocke - cortometraggio (1917)
- The Reward of the Faithless, regia di Rex Ingram (1917)
- Perils of the Secret Service, regia di Hal Mohr, George Bronson Howard e Jack Wells - serial (1917)
- The Drifter, regia di Fred Kelsey - cortometraggio (1917)
- The Clash of Steel, regia di George Bronson Howard - cortometraggio (1917)
- The Fighting Gringo, regia di Fred Kelsey (1917)
- Hair-Trigger Burke - cortometraggio (1917)
- The Honor of an Outlaw, regia di Fred Kelsey - cortometraggio (1917)
- A 44-Calibre Mystery, regia di Fred Kelsey - cortometraggio (1917)
- The Almost Good Man, regia di Fred Kelsey - cortometraggio (1917)
- Six-Shooter Justice, regia di Fred Kelsey - cortometraggio (1917)
- Follow the Girl, regia di Louis Chaudet (1917)
- The Rescue, regia di Ida May Park (1917)
- Pay Me!, regia di Joseph De Grasse (1917)
- Triumph, regia di Joseph De Grasse (1917)
- Anything Once, regia di Joseph De Grasse (1917)
- The Winged Mystery, regia di Joseph De Grasse (1917)
- Madame Spy, regia di Douglas Gerrard (1918)
- Brace Up, regia di Elmer Clifton (1918)
- The Magic Eye, regia di Rae Berger (1918)
- The Risky Road
- Social Briars, regia di Henry King (1918)
- Follia di mezzanotte (Midnight Madness), regia di Rupert Julian (1918)
- Up Romance Road, regia di Henry King (1918)
- The Human Target, regia di Jack Wells - cortometraggio (1918)
- Amore moderno (Modern Love), regia di Robert Z. Leonard (1918)
- Prisoners of the Pines, regia di Ernest C. Warde (1918)
- Border Raiders, regia di Stuart Paton (1918)
- What Every Woman Wants, regia di Jesse D. Hampton (1919)
- The Old Maid's Baby, regia di William Bertram (1919)
- A Man in the Open, regia di Ernest C. Warde (1919)
- The Wishing Ring Man, regia di David Smith (1919)
- A Man and His Money, regia di Harry Beaumont (1919)
- The Sawdust Doll, regia di 20 aprile 1919 (1919)
- Modern Husbands, regia di Francis J. Grandon (1919)
- The Ghost Girl, regia di Charles J. Wilson - cortometraggio (1919)
- When Fate Decides, regia di Harry F. Millarde (1919)
- The Devil's Trail, regia di Stuart Paton (1919)
- The World Aflame, regia di Ernest C. Warde (1919)
- Rivoluzione in gonnella (The Spite Bride), regia di Charles Giblyn (1919)
- Dangerous Hours, regia di Fred Niblo (1919)
- The Walk-Offs, regia di Herbert Blaché (1920)
- La danzatrice del sobborgo (The Heart of a Child), regia di Ray C. Smallwood (1920)
- The Green Flame, regia di Ernest C. Warde (1920)
- Life's Twist, regia di William Christy Cabanne (1920)
- A Light Woman, regia di George L. Cox (1920)
- The House of Whispers, regia di Ernest C. Warde (1920)
- Perilous Valley, regia di Harry Grossman (1920)
- That Girl Montana, regia di Robert Thornby (1921)
- My Lady's Latchkey, regia di Edwin Carewe (1921)
- I Am Guilty, regia di Jack Nelson (1921)
- Il codardo (The Bronze Bell), regia di James W. Horne (1921)
- The Hole in the Wall, regia di Maxwell Karger (1921)
- Glass Houses, regia di Harry Beaumont (1922)
- The Ordeal, regia di Paul Powell (1922)
- Il favorito del re (To Have and to Hold), regia di George Fitzmaurice (1922)
- Only a Shop Girl, regia di Edward J. Le Saint (1922)
- You Never Know, regia di Robert Ensminger (1922)
- Among the Missing, regia di Albert S. Rogell (1934)
- La bambola del diavolo (The Devil-Doll), regia di (non accreditato) Tod Browning (1936)
- Charlie Chan e la crociera del terrore (Charlie Chan's Murder Cruise), regia di Eugene Forde (1940)
- Il cielo può attendere (Heaven Can Wait), regia di Ernst Lubitsch (1943)
- Gianni e Pinotto e l'assassino misterioso (Abbott and Costello Meet the Killer, Boris Karloff), regia di Charles Barton (1949)
- Les Girls, regia di George Cukor (1957)